# Tyllinsaari
Tyllinsaari är en ö i Finland. Den ligger i sjön Sorsanselkä och Keskinenvesi och i kommunen Joutsa i den ekonomiska regionen  Joutsa ekonomiska region  och landskapet Mellersta Finland, i den södra delen av landet, 200 km norr om huvudstaden Helsingfors. Öns area är 4,7 hektar och dess största längd är 0,6 kilometer i öst-västlig riktning.